# Jocabed
Jocabed o Jocabel, también Iojebed o Ioquebed, (en hebreo: יוכבד Yōḵeḇeḏ «Yahvé es gloria») es un personaje de la Biblia, su importancia radica porque es la madre biológica de Moisés, a pesar de ello, solo se menciona dos veces (Éxodo 6:20 y Números 26:59). Fue hija de Leví y tía de su esposo Amram, de la cual engendraron a Aarón, Míriam y Moisés.

## Relato bíblico
Según el Libro del Éxodo, Jocabed se vio obligada a esconder al recién nacido Moisés durante tres meses, dada la orden del Faraón de que los hebreos dieran muerte a todos sus hijos varones que naciesen después de determinada fecha. Ya que no podía esconder más al niño lo puso en un cesto y lo dejó en el Nilo. Luego, con la ayuda de Miriam, logró salvarlo al propiciar que la hija del rey lo adoptara. 

## En el Talmud
El Talmud se refiere mucho a Jocabed, sobre todo refiriéndose a las diversas interpretaciones de su nombre. Como recopila numerosas leyendas posbíblicas sobre personajes y sucesos, cuenta también que al conocerse la noticia de la cruel disposición del faraón, Amram repudió a Jocabed, que llevaba embarazada tres meses. Pero Miriam los convenció para volverse a casar de inmediato, y de tal forma los egipcios sólo se fijaron si en la casa de Amram había algún recién nacido a partir de la fecha de su segundo matrimonio. Por tal motivo Moisés sólo pudo ser escondido sin problemas durante tres meses.

## En el Corán
El Corán incluye algunas referencias bíblicas, a partir de fuentes talmúdicas y evangelios apócrifos; en la sura 20, también narra el episodio, y aunque hace referencia a la madre de Moisés no menciona su nombre, lo mismo que el de la hermana de Moisés. El Corán presenta el episodio en un diálogo de Alá con Musa (en árabe, Moisés) recordándole cómo fue abandonado en el río como un acto inspirado por el propio Alá a su madre con la intención de Alá de introducir un líder hebreo en la corte del "enemigo suyo" -tal como Alá denomina a quién recogería al niño Moisés- con el fin de liberar a su pueblo de la esclavitud. Aunque el Corán no menciona el nombre de Jocabed, sí menciona el de su esposo, Imran, la forma árabe del hebreo Amram.